# Johannes XVII
Johannes XVII, född Sicco i Rom, död där 6 november 1003, var påve från den 16 maj till sin död knappt ett halvt år senare 6 november 1003.
Den föregående legitime påven vid namn Johannes var Johannes XV. Johannes XVI var en motpåve och hans namn skulle ha återanvänts, något som aldrig gjordes.

## Biografi
Siccos födelsedatum är inte känt, men man vet att han var romare. Sicco hade varit gift innan han prästvigdes, och hade tre söner från äktenskapet, vilka också inträdde i kyrkans tjänst. Om hans roll i kyrkans historia är huvudsakligen hans utnämning av intresse, eftersom hans pontifikat varade så kort tid att han inte hann utföra något som bevarats till eftervärldens kännedom.
När påve Silvester II avled den 12 maj 1003, fanns ingen som hade verklig auktoritet att tygla adeln. Av den anledningen satt huset Crescentius parti återigen med alla kort på handen, och Johannes Crescentius, som var son till den patricier som Otto II hade besegrat och låtit avrätta, samlade all makt i sin egen person. De tre följande påvarna stod i skuld till honom för att ha upphöjts till Heliga stolen, och fick samtliga erfara hans överhöghet. Av dessa tre påvar var Sicco den förste att hjälpas till stolen. Han konsekrerades den 13 juni 1003 som påve med namnet Johannes XVII, men avled redan den 6 november, och efterträddes av Johannes XVIII. Inga andra uppgifter om hans pontifikat har bevarats.